# Coleman Mons
Il Coleman Mons è una struttura geologica della superficie di Plutone.